# Chronical Moshers Open Air
Chronical Moshers Open Air est un festival allemand consacré au heavy metal créé en 2003 et ayant lieu à Reichenbach.

## Programmation

### 2003
Arbor Ira, Artless, Atanatos, Buried God, Death Maiden, Dew-Scented, Disaster KFW, Heaven Shall Burn, Hypnos, Killer Inc., Moshquito, Necronomicon.

### 2004
Agathodaimon, Anael, Arbor Ira, Artless, Atanatos, Desaster, Disbelief, Disrepute, Ganymed, Postmortem, Vanden Plas.

### 2005
Aeveron, Artless, Bloody Maria, Desaster, Fall of Serenity, Ganymed, Heaven Shall Burn, Korades, Lost Soul, Mathyr, Moshquito, Purgatory, Saxorior, Vader, Yattering.

### 2006
Andras, Arbor Ira, Artless, Belphegor, Delirium Tremens, Disbelief, Disrepute, Grabak, Lay Down Rotten, Legion of the Damned, Massa Carnis, Mastic Scum, Recapture, The Unchallenged.

### 2007
Illdisposed, Obscenity, Disaster KFW, Moshquito, Sardonic, Defloration, Golem, Orlog, Darkened Nocturn Slaughtercult.

### 2008
Desaster, Manos, Spawn, Steelclad.

## Liens
- Site officiel
- Reichenbach